# Куатбаев, Галим Мухамбетгалиевич
Галим Мухамбетгалиевич Куатбаев — гвардии младший сержант Вооружённых Сил Российской Федерации, участник антитеррористических операций в период Второй чеченской войны, погиб при исполнении служебных обязанностей во время боя 6-й роты 104-го гвардейского воздушно-десантного полка у высоты 776 в Шатойском районе Чечни.

## Биография
Галим Мухамбетгалиевич Куатбаев родился 27 мая 1981 года в селе Стрелецкое (ныне — в черте города Астрахани). Учился в Астраханских средних школах № 57 и 58. Окончил автошколу, получив специальность водителя-крановщика. 28 мая 1999 года Куатбаев был призван на службу в Вооружённые Силы Российской Федерации Трусовским районным военным комиссариатом города Астрахани и направлен в 104-й гвардейский воздушно-десантный полк. Получил военную специальность оператора-наводчика, служил в 6-й парашютно-десантной роте.
С началом Второй чеченской войны, в конце января 2000 года, в составе своего подразделения гвардии младший сержант Галим Куатбаев был направлен в Чеченскую Республику. Принимал активное участие в боевых операциях. Неоднократно отличался в боях. Так, утром 9 февраля 2000 года в 2 километрах к северо-западу от села Ведено Куатбаев со своими товарищами обнаружил 12 сепаратистов, которые пытались нанести удар по стыку между взводами. В том бою он лично уничтожил 8 боевиков. Ночью 17 февраля 2000 года Куатбаев своевременно обнаружил приближающиеся силы противника и поднял тревогу, после чего открыл огонь, не дав врагу возможности маневрировать. Благодаря его бдительности и находчивости боевикам не удалось прорвать рубеж федеральных войск.
С конца февраля 2000 года его рота дислоцировалась в районе населённого пункта Улус-Керт Шатойского района Чечни, на высоте под кодовым обозначение 776, расположенной около Аргунского ущелья. 29 февраля — 1 марта 2000 года десантники приняли здесь бой против многократно превосходящих сил сепаратистов — против всего 90 военнослужащих федеральных войск, по разным оценкам, действовало от 700 до 2500 боевиков, прорывавшихся из окружения после битвы за райцентр — город Шатой. Вместе со всеми своими товарищами он отражал ожесточённые атаки боевиков Хаттаба и Шамиля Басаева. Держа оборону на южных скатах перевала Исты-Корд, он, часто меняя огневые позиции, вёл огонь по наседающему противнику, не давая тому приблизиться. В разгар боя он, рискуя собственной жизнью, вынес на себе раненого бойца. Рано утром 1 марта сепаратисты предприняли решающую атаку. Куатбаев был тяжело ранен, но продолжал сражаться. Израсходовав боеприпасы, он подорвал несколько боевиков при помощи мины направленного действия МОН-50. От полученных ранений Куатбаев скончался. В том бою погибли ещё 83 его сослуживца.
Похоронен на Приволжском кладбище города Астрахани.
Указом Президента Российской Федерации гвардии младший сержант Галим Мухамбетгалиевич Куатбаев посмертно был удостоен ордена Мужества.

## Память
- В честь Куатбаева названа улица в городе Астрахани.
- Около здания Астраханской средней школы № 57 установлен памятник Галиму Куатбаеву[5].
- Имя Куатбаева увековечено на мемориале воинам-десантникам 6-й роты в Пскове.